# Hallenradsport-Weltmeisterschaften/Einer-Kunstradfahren der Frauen
Das Einer-Kunstradfahren der Frauen ist ein Wettbewerb bei den Hallenradsport-Weltmeisterschaften.
Nachdem 1956 ein Einer-Wettbewerb für Männer bei der WM eingerichtet worden war, gab es 1959 im Beiprogramm erstmals einen solchen für Frauen. Er trug den Namen „Mémorial Achille Joinard“, zu Ehren des kurz zuvor verstorbenen UCI-Präsidenten, und hatte noch keinen WM-Status. Diesen erhielt das Frauen-Kunstradfahren dann 1970.
Im heutigen Modus tritt jede Fahrerin in der Vorrunde an. Die vier Besten qualifizieren sich für das Finale, in dem die Entscheidung über die Medaillen fällt. Jeder Verband kann maximal zwei Fahrerinnen entsenden. In der Praxis kommen die meisten Teilnehmerinnen aus Europa oder Asien. Seit den 1980er Jahren nahmen jeweils um die 25 Fahrerinnen teil, etwas mehr als bei den Männern.

## Siegerliste
Mémorial Achille Joinard
| Jahr | Austragungsort | Erste           | Zweite           | Dritte             |
| ---- | -------------- | --------------- | ---------------- | ------------------ |
| 1959 | Stuttgart      | Edith Beneke    | Käthi Wahl       | Ursula Beckers     |
| 1960 | Mülhausen      | Anna Matoušková | Edith Manthey    | Ursula Beckers     |
| 1961 | St. Gallen     | Gisela Florack  | Edith Manthey    | Annerose Loesch    |
| 1962 | Wien           | Gisela Florack  | Gerhild Bauer    | Annerose Loesch    |
| 1963 | Basel          | Gerhild Bauer   | Edith Manthey    | Annerose Loesch    |
| 1964 | Kopenhagen     | Gerhild Bauer   | Annemarie Fehr   | Anna Matoušková    |
| 1965 | Prag           | Annemarie Fehr  | Gerhild Bauer    | Anna Matoušková    |
| 1966 | Köln           | Gerhild Bauer   | Anna Matoušková  | Annemarie Fehr     |
| 1967 | Baden          | Anna Matoušková | Hildegard Laigre | Annemarie Flaig    |
| 1968 | Kassel         | Annemarie Flaig | Anna Matoušková  | Hildegard Laigre   |
| 1969 | Erfurt         | Annemarie Flaig | Anna Matoušková  | Elisabeth Binanzer |

Weltmeisterschaften
| Jahr | Austragungsort                      | Gold                                | Silber                              | Bronze                              |
| ---- | ----------------------------------- | ----------------------------------- | ----------------------------------- | ----------------------------------- |
| 1970 | Ostrau                              | Annemarie Flaig                     | Anna Matoušková                     | Hildegard Laigre                    |
| 1971 | Baden                               | Annemarie Schlosser-Flaig           | Anna Matoušková                     | Hildegard Laigre                    |
| 1972 | Offenburg                           | Annemarie Schlosser-Flaig           | Anna Matoušková                     | Elisabeth Binanzer                  |
| 1973 | Wien                                | Elisabeth Binanzer                  | Anna Matoušková                     | Edith Westhäuser                    |
| 1974 | Heerlen                             | Anna Matoušková                     | Elisabeth Binanzer                  | Gabi Höhler                         |
| 1975 | Gent                                | Anna Matoušková                     | Regine Jiskra                       | Gabi Höhler                         |
| 1976 | Münster                             | Anna Matoušková                     | Edith Westhäuser                    | Lea Horváthová                      |
| 1977 | Brünn                               | Anna Matoušková                     | Edith Westhäuser                    | Gabi Höhler                         |
| 1978 | Herning                             | Gabi Höhler                         | Anna Matoušková                     | Gudrun Lorenz                       |
| 1979 | Schiltigheim                        | Anna Matoušková                     | Eliane Maggi                        | Silvia Steiner                      |
| 1980 | Rheinfelden                         | Eliane Maggi                        | Silke Jiskra                        | Lea Horváthová                      |
| 1981 | Heerlen                             | Petra Bender                        | Silke Jiskra                        | Eliane Maggi                        |
| 1982 | Wiesbaden                           | Maria Beerlage                      | Petra Bender                        | Eliane Maggi                        |
| 1983 | Wien                                | Maria Beerlage                      | Dana Hájková                        | Ursula Pfaff                        |
| 1984 | Schiltigheim                        | Gudrun Regele                       | Maria Beerlage                      | Dana Hájková                        |
| 1985 | St. Gallen                          | Eliane Maggi                        | Gudrun Regele                       | Dana Hájková                        |
| 1986 | Genk                                | Heike Marklein                      | Dana Hájková                        | Jana Pospíšilová                    |
| 1987 | Herning                             | Marianne Martens                    | Heike Marklein                      | Dana Hrdličková                     |
| 1988 | Ludwigshafen                        | Marianne Martens                    | Heike Marklein                      | Iris Kurz                           |
| 1989 | Heerlen                             | Heike Marklein                      | Iris Kurz                           | Marianne Martens                    |
| 1990 | Bregenz                             | Claudia Dreher                      | Marianne Martens                    | Iris Kurz                           |
| 1991 | Brünn                               | Iris Kurz                           | Andrea Barth                        | Sabine Franz                        |
| 1992 | Zürich                              | Iris Kurz                           | Andrea Barth                        | Leona Soušková                      |
| 1993 | Hongkong                            | Iris Kurz                           | Andrea Barth                        | Leona Soušková                      |
| 1994 | Saarbrücken                         | Andrea Barth                        | Iris Kurz                           | Martina Štěpánková                  |
| 1995 | Épinal                              | Andrea Barth                        | Sonja Bissinger                     | Leona Soušková                      |
| 1996 | Johor Bahru                         | Andrea Barth                        | Martina Štěpánková                  | Daniela Keller                      |
| 1997 | Winterthur                          | Sandra Schlosser                    | Martina Štěpánková                  | Sonja Bissinger                     |
| 1998 | Přerov                              | Martina Štěpánková                  | Sonja Bissinger                     | Astrid Ruckaberle                   |
| 1999 | Madeira                             | Martina Štěpánková                  | Sandra Schlosser                    | Astrid Ruckaberle                   |
| 2000 | Böblingen                           | Astrid Ruckaberle                   | Martina Štěpánková                  | Sandra Schlosser                    |
| 2001 | Kaseda                              | Astrid Ruckaberle                   | Martina Štěpánková                  | Nicole Krautwurst                   |
| 2002 | Dornbirn                            | Martina Štěpánková                  | Astrid Ruckaberle                   | Silke Gaiser                        |
| 2003 | Schiltigheim                        | Astrid Ruckaberle                   | Corinna Hein                        | Martina Štěpánková                  |
| 2004 | Tata                                | Claudia Wieland                     | Corinna Hein                        | Sarah Kohl                          |
| 2005 | Freiburg                            | Claudia Wieland                     | Sandra Beck                         | Denise Boller                       |
| 2006 | Chemnitz                            | Sarah Kohl                          | Claudia Wieland                     | Sandra Beck                         |
| 2007 | Winterthur                          | Anja Scheu                          | Sarah Kohl                          | Sandra Beck                         |
| 2008 | Dornbirn                            | Anja Scheu                          | Sandra Beck                         | Marion Kleinschwärzer               |
| 2009 | Tavira                              | Corinna Hein                        | Sandra Beck                         | Denise Boller                       |
| 2010 | Stuttgart                           | Denise Boller                       | Marion Kleinschwärzer               | Corinna Hein                        |
| 2011 | Kagoshima                           | Corinna Hein                        | Sandra Beck                         | Nikola Lebánková                    |
| 2012 | Aschaffenburg                       | Corinna Hein                        | Sandra Beck                         | Adriana Mathis                      |
| 2013 | Basel                               | Corinna Hein                        | Lisa Hattemer                       | Seraina Waibel                      |
| 2014 | Brünn                               | Corinna Biethan                     | Adriana Mathis                      | Nicole Frýbortová                   |
| 2015 | Johor Bahru                         | Adriana Mathis                      | Nicole Frýbortová                   | Lisa Hattemer                       |
| 2016 | Stuttgart                           | Lisa Hattemer                       | Viola Brand                         | Nicole Frýbortová                   |
| 2017 | Dornbirn                            | Milena Slupina                      | Viola Brand                         | Adriana Mathis                      |
| 2018 | Lüttich                             | Iris Schwarzhaupt                   | Milena Slupina                      | Adriana Mathis                      |
| 2019 | Basel                               | Milena Slupina                      | Viola Brand                         | Lorena Schneider                    |
| 2020 | nicht ausgetragen (Corona-Pandemie) | nicht ausgetragen (Corona-Pandemie) | nicht ausgetragen (Corona-Pandemie) | nicht ausgetragen (Corona-Pandemie) |
| 2021 | Stuttgart                           | Milena Slupina                      | Lara Füller                         | Alessa Hotz                         |
| 2022 | Gent                                | Jana Pfann                          | Ramona Dandl                        | Alessa Hotz                         |
| 2023 | Glasgow                             | Ramona Dandl                        | Lara Füller                         | Lorena Schneider                    |
| 2024 | Bremen                              | Lara Füller                         | Jana Pfann                          | Lorena Schneider                    |

## Medaillenspiegel
Die unten stehende Tabelle enthält nur die Resultate der Weltmeisterschaften, nicht des Vorläufer-Wettbewerbs.
| Platz  | Land             | Gold | Silber | Bronze | Gesamt |
| ------ | ---------------- | ---- | ------ | ------ | ------ |
| 1      | Deutschland      | 39   | 38     | 21     | 98     |
| 2      | Tschechoslowakei | 5    | 7      | 7      | 19     |
| 3      | Schweiz          | 4    | 2      | 8      | 14     |
| 4      | Tschechien       | 3    | 4      | 5      | 12     |
| 5      | Österreich       | 3    | 2      | 10     | 15     |
| 6      | Slowakei         | 0    | 1      | 2      | 3      |
| 7      | Frankreich       | 0    | 0      | 1      | 1      |
| Gesamt | Gesamt           | 54   | 54     | 54     | 162    |